# 陝西高等法院
陝西省高等法院，是中華民國大陸時期的二級法院之一，屬於普通法院，行政組織上直屬司法行政部之監督；審級上以最高法院為上級審法院。法院所在地為西安市。民國38年（1949年）5月解放軍進入西安為止，共計21年。

## 行政組織及業務

### 本院
北洋政府時期，在陕西設有陝西高等審判廳。民國17年（1928年）依據南京國民政府公佈的《法院組織法》的規定，將陝西高等審判廳改設為陝西省高等法院。設院長一人，由簡任推事兼任。民事庭和刑事庭各置庭長一人，除由兼任院長之推事充任者外，餘就其推事中選任。高等法院審理不服地方法院判決而上訴之民事、刑事訴訟案件等。
院內同時設檢察處，置檢察官、主任書記、書記官等職務，其餘有候補書記官、學習書記官等：後期職務有院長、首席推事、庭長、推事、分發辦事法官、檢察官、書記官、主任書記官、主科書記官、書記官、學習書記官、分發辦事書記官長、分發辦事書記官、分發辦事主任書記官、侯補書記官、分發辦事及錄事等等

### 分院
依據南京國民政府公佈的《法院組織法》有關「省和特別區各設高等法院。但其區域遼闊者，應設高等法院分院」的規定，在陝西省設立了四個分院：第一分院設於南鄭（1928年7月置）、第二分院設於榆林（1928年7月置）、第三分院設於安康（1935年7月置）、第四分院設於大荔（1944年7月1日置）。各分院置檢察處，委派檢察官。
民國37年（1948年）各分院改以所在縣市命名，依序分別改稱南鄭分院、榆林分院，安康分院、大荔分院。

### 地方法院
民國21年（1932年）起，依據《法院組織法》的規定，普遍設置地方法院，民國38年（1949年）為止，計有長安、榆林、安康、南鄭、咸陽、臨潼、渭南、三原、邠縣、寶雞、鳳翔、扶風、城固、商縣、蒲城、大荔、盩厔、褒城、興平、華陰等等20個地方法院，其餘洋縣、略陽、商南、鳳縣、柞水、佛坪、山陽、白河、白水、涇陽等62縣則設司法處。
各地方法院設院長1人，由推事兼任。若推事在6人以上者，即分設民事庭、刑事庭。各庭置庭長1人，除由兼任院長的推事充任者外，餘就其他推事中選任。同時各地方法院內，都設置地方檢察廳，其職官稱之為檢察官，負責偵察，提起公訴，監督判決的執行等。未設地方法院者，則設縣司法處，受理最基層單位的民事、刑事訴狀，掌握調解糾紛事項。

## 監管機構
民國元年（1912年）中華民國建立後，接收清代遺留的省、府、州、縣監獄。國民政府時期先後成立長安第一監獄、南鄭第二監獄、榆林第三監獄、安康第四監獄、鳳翔第五監獄及乾縣第六監獄。
民國31年（1942）3月8日重訂的「重訂陝西各監獄收禁人犯縣分劃區表」，規定關中地區各縣的人犯由第一、五、六監獄收禁，陝北各縣的人犯由第三監獄收禁，陝南各縣的人犯由第二、四監獄書禁。各監獄轄區如下：
- 第一監獄，收禁長安、臨潼、渭南、華縣、華陰、潼關、朝邑、蒲城、澄城、郃陽、韓城、平民、白水、藍田、商縣、洛南、柞水、咸陽、黃龍、戶縣、宜川、三原22縣的人犯。
- 第二監獄，收禁南鄭、褒城、城固、勉縣、洋縣、留壩、西鄉、甯強、略陽、鎮巴、佛坪11縣的人犯。
- 第三監獄，收禁榆林、橫山、米脂、佳縣、綏德、神木、吳堡、安定、靖邊、清澗、保安、府谷、延川、膚施、定邊、安塞、甘泉17縣的人犯。
- 第四監獄，收禁安康、漢陰、紫陽、洵陽、平利、嵐皋、石泉、鎮安、山陽、白河、寧陝、商南12縣的人犯。
- 第五監獄，收禁鳳翔、岐山、汧陽、寶雞、麟遊、扶風、眉縣、武功、隴縣、鳳縣10縣的人犯。
- 第六監獄，收禁乾縣、興平、禮泉、淳化、涇陽、高陵、耀縣、富平、同官、宜君、中部、富縣、洛川、永壽、彬縣、長武、旬邑、盩厔18縣的人犯。